# Moise Székely
Moise Székely (zis și Moise Secuiul, în maghiară Székely Mózes),  (n. 1553, Odorheiu Secuiesc, Harghita, România – d. 17 iulie 1603, Brașov, Principatul Transilvaniei) a fost un principe al Transilvaniei.

## Biografie
Provenea dintr-o familie de secui de rând din Scaunul Odorhei. Ca locotenent al lui Ștefan Báthory, a fost recunoscut de acesta pentru meritele sale. L-a urmat pe Ștefan Báthory până în Polonia, unde a comandat infanteria maghiară în războiul rusesc.
A fost înnobilat și a primit domenii de la principele Sigismund Báthory. A fost comandantul suprem al trupelor lui Andrei Báthory, apoi al acelora ale voievodului Mihai Viteazul. În 1601 s-a opus voievodului și generalului Basta, și a încercat să-l readucă pe Sigismund Báthory pe tron. Apoi, după bătălia de la Guruslău, a devenit el însuși liderul partidei antiimperiale.
În 1603, cu ajutorul oștii otomane, a intrat în Ardeal și a alungat oastea imperială. În același an, la 17 iulie, a fost omorât lângă Brașov, în bătălia împotriva voievodului Țării Românești, Radu Șerban.

## Imagini

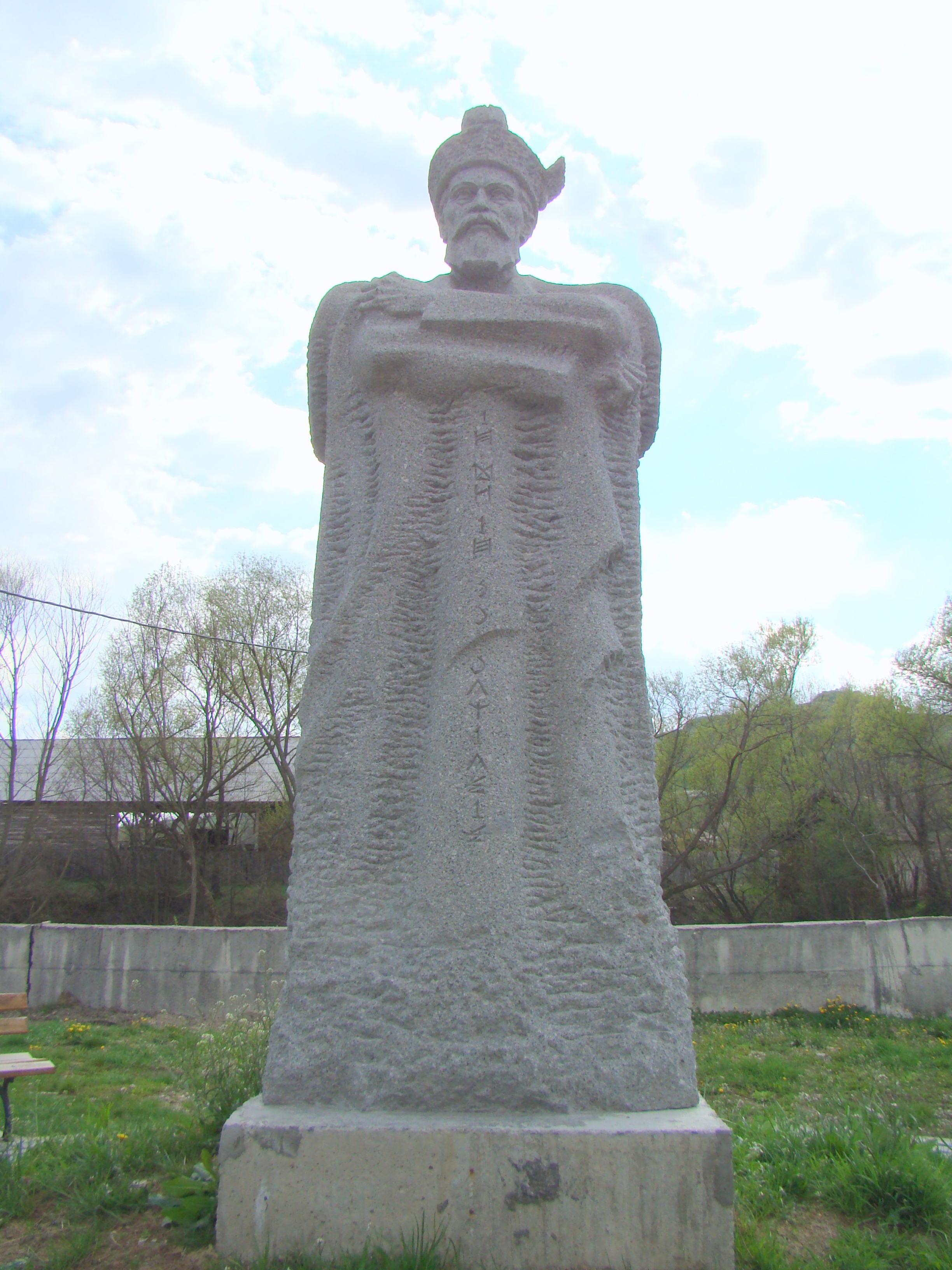
Statuia lui Moise Székely din Șimonești

1. ↑  Székely Mózes